# Damián Mollá
Damián Mollá Hermán (Madrid, 7 de julio de 1980) es un colaborador de televisión, guionista y actor español, conocido por poner voz a la hormiga Barrancas en el programa El hormiguero.

## Trayectoria profesional
Su trayectoria como profesional dio inicio en 2002, participando en el programa de radio No somos nadie de M80 Radio. En esta emisora, estuvo aprendiendo y mejorando sus dotes radiofónicas hasta 2007, cuando dejó el programa para centrarse en el mundo de la televisión como guionista y colaborador del programa: El hormiguero, en el que llevaba trabajando desde 2006. 
En este programa ha ido ganando cierta fama hasta el día de hoy, gracias a su actuación con la hormiga Barrancas, una de las dos mascotas del programa y a la que también da voz. Además ha colaborado como guionista en otros programas de renombre como El club de la comedia. Participó, como colaborador, en el programa de radio "Yu no te pierdas nada"
Es coautor de dos libros This Book is the Milk y This Book is the Re-Milk, que van dirigidos a todos los públicos y cuya misión es la de enseñar a hablar inglés, utilizando un humor muy característico. El autor con el que ha colaborado en la creación de los mismos, es el estadounidense Alberto Alonso.
Fuera de la televisión, trabaja con la compañía Tres Calaveras Huecas, creada junto a dos de los colaboradores de El hormiguero: Juan Ibáñez y Jorge Marrón. Han actuado en salas como el Teatro Maravillas y la Sala Galileo Galilei de Madrid, además de en el Teatro Olympia de Valencia.
Ya en 2008, participó en El espíritu del bosque, una película española secuela de El bosque animado. Interpretó el papel de Hu-hu, como si fuera el personaje televisivo Barrancas. La película tuvo un éxito discreto, aunque puede decirse que es la secuela animada española más taquillera y más vista, con  189 877 espectadores y 1 036 528,67 euros de recaudación.
Es miembro y cantante secundario en El hombre linterna, un grupo que realiza versiones rock de canciones conocidas de la infancia, publicando un álbum con Sony BMG denominado Cartoon Rock!!

## Programa de Televisión
- El hormiguero (2006-presente) (Colaborador/Voz de Barrancas)
- Pasapalabra (2020 y 2025) (Invitados)
- Ilustres ignorantes (2021) (Invitados)